# Трампиш, Казимеж
Казимеж Ян Трампиш (пол. Kazimierz Jan Trampisz; 10 января 1929, Станиславов — 12 августа 2014, Бытом, Силезское воеводство) — польский футболист и футбольный тренер, играл на позиции нападающего.

## Биография

### Клубная карьера
Трампиш всю футбольную карьеру играл в Польше за несколько клубов, но основная его карьера прошла в бытомской «Полонии». В «Полонии» он суммарно отыграл 16 сезонов и выиграл два чемпионских титула, сыграв за эту команду 217 матчей и забил 82 гола. Завершил карьеру в жешувской «Стали».

### Карьера в сборной
В составе сборной Польши принимал участие на олимпийском футбольном турнире 1952 года, где сыграл в матче против Франции — Польша выиграла со счётом 2:1 и Трампиш в том матче забил один из голов. Всего за сборную Польши сыграл 10 матчей и забил 3 гола.

### Тренерская карьера
По окончании игровой карьеры возглавил жешувскую «Сталь», с которой работал в течение пяти лет. Затем возглавил бытомскую «Полонию», а после возглавлял ряд польских клубов, среди которых были «Катовице», «Хутник», «Заглембе» и «Ястшембе».

### Смерть
Скончался 12 августа 2014 года в возрасте 85 лет.

## Достижения
«Полония» (Бытом)
- Чемпион Польши (2): 1954, 1962